# Celtis berteroana
Celtis berteroana är en hampväxtart som beskrevs av Ignatz Urban. Celtis berteroana ingår i släktet Celtis och familjen hampväxter. Inga underarter finns listade i Catalogue of Life.